# Joanne Woodward
Joanne Gignilliat Trimmier Woodward, ameriška filmska, gledališka in televizijska igralka, televizijska in gledališka producentka, * 27. februar 1930, Thomasville, Georgia, ZDA.
Joanne Woodward je prejemnica nagrade emmy in oskarja za najboljšo glavno igralko. Od leta 1958 do njegove smrti leta 2008 je bila poročena s Paulom Newmanom.
Na njeno igralsko življenjsko pot je vplivala materina ljubezen do filmov. Njena mati jo je želela imenovati po Joan Crawford, vendar se je staršema ime »Joanne« zdelo bolj južnjaško. Kot devetletna deklica je Joanne v Atlanti sodelovala na premieri filma V vrtincu (Gone with the Wind). Ob paradi zvezd je sedela v naročju Laurencea Olivierja, moža glavne igralke Vivien Leigh. Woodwardova je kasneje delala z Olivierjem leta 1979 pri televizijski različica filma iz leta 1952 Pridi nazaj, mala Sheba (Come Back, Little Sheba).
Kot najstnica je zmagala na več lepotnih tekmovanjih. Na Državni univerzi Lousiane v Baton Rougeju je študirala gledališko igro, nato pa je odšla v New York, da bi nastopala v gledališču.
Njen prvi film je bil vestern iz časa po državljanski vojni Štej do tri in moli (Count Three and Pray) leta 1955. Nadaljevala je igralsko pot med Hollywoodom in Broadwayjem. Kasneje je nadomeščala vlogo v newyorškem filmu Piknik (Picnic), v katerem naj bi zaigral Paul Newman, njen bodoči mož. Leta 1957 je zaigrala glavno vlogo v filmu Trije Evini obrazi (The Three Faces of Eve), za katero je, tedaj popolnoma neznana, prejela oskarja.